# John Tortorella
John Robert Tortorella (Boston, 24 giugno 1958) è un allenatore di hockey su ghiaccio ed ex hockeista su ghiaccio statunitense.

## Carriera
Dopo una modesta carriera da giocatore, Tortorella fu assunto dai Virginia Lancers della ECHL, sua ultima squadra da professionista, come Head Coach, vincendo subito il campionato 1986-1987. Dopo varie esperienze da assistente con New Haven Nighthawks e Buffalo Sabres (che lo introdussero alla National Hockey League), divenne, nel 1995, allenatore della franchigia della AHL dei Rochester Americans, con cui vinse la Calder Cup nel suo primo anno. Dopo un'altra stagione (terminata con l'eliminazione nel secondo round dei playoff), tornò in NHL come assistente allenatore per i Phoenix Coyotes, per poi ricoprire lo stesso ruolo nei New York Rangers nella stagione 1999-2000; fu inoltre allenatore della squadra ad interim per le ultime quattro gare dell'annata, conclusa con i newyorchesi fuori dai playoff.
Nel corso della stagione 2000-2001, Tortorella fu assunto dai Tampa Bay Lightning, disputando le ultime 43 gare di regular season, terminata senza qualificazione ai playoff. Dopo un'altra stagione senza post-season, Tortorella riuscì a vincere, nella stagione 2002-2003, la Southeast Division, portando poi la squadra della Florida sino al secondo round dei playoff, in cui i suoi giocatori furono eliminati dai New Jersey Devils. Nella stagione seguente, invece, l'allenatore non solo bissò la vittoria del titolo di Division, ma riuscì a vincere persino la Stanley Cup, eliminando, in finale, i Calgary Flames in sette gare. I suoi successi gli garantirono il Jack Adams Award come miglior allenatore della stagione. Negli anni successivi, i Lightning giunsero sempre ai playoff, ma senza particolari soddisfazioni. L'11 marzo 2008, quando i suoi sconfissero i New York Islanders, Tortorella divenne il più vincente allenatore statunitense nella storia della NHL, superando Bob Johnson con 235 partite vinte. Al termine della medesima stagione, però, terminata fuori dai playoff, decise di lasciare la squadra. Il 7 novembre fu superato da Peter Laviolette come allenatore statunitense più vincente.
Il 23 febbraio 2009 Tortorella tornò ai New York Rangers, sostituendo Tom Renney, esonerato il giorno stesso. Il 17 marzo superò Laviolette come allenatore statunitense più vincente della storia, riprendendosi il primato. Riuscì a portare i Rangers ai playoff, subendo un'eliminazione al primo turno dai Washington Capitals. In cinque stagioni, riuscì a vincere un titolo di Atlantic Division (nel 2011-2012, in cui inoltre la sua squadra giunse in finale di Conference, venendo però battuta dai New Jersey Devils). Al termine della stagione 2012-2013, terminata con l'eliminazione nel secondo round dei playoff da parte dei Boston Bruins, è stato esonerato dai Rangers.
Il 25 giugno 2013 è stato assunto dai Vancouver Canucks, in sostituzione di Alain Vigneault, curiosamente suo rimpiazzo ai Rangers. Viene licenziato al termine della stagione 2013-2014 dopo aver mancato i playoff.
Il 21 ottobre 2015 viene annunciato come nuovo allenatore dei Columbus Blue Jackets, sostituendo Todd Richards, reduce da sette sconfitte consecutive.